# Златне двадесете
Златне двадесете (њем. Goldene Zwanziger) је израз који се користи за период историје Немачке који оквирно покрива период од 1924. до 1929. године. Започео је неколико година након завршетка Првог светског рата, односно захваљујући економској стабилизацији којом је окончана хиперинфлација и сиромашење становништва, а самим тиме створена подлога за политичку стабилност Вајмарске републке. Ти трендови су се одразили кроз приметан и релативно брз пораст благостања, а шта је, поготово у Берлину, довело до процвата културе, али и хедонизма, раскида са традиционалним вредностима и масовног прихватања модерних културних трендова оличених у џез музици, женским бубикопф фризурама и "флапер" моди. Овај период је окончан сломом њујоршке берзе и почетком Велике економске кризе 1929. године. Златне двадесете се често наводе као део ширег глобалног тренда познатог као Бурне двадесете.